# Сембритэс
Сембритэс (греч. Σεμβρυθης) — аксумский царь, известный по надписи на греческом языке из Дакка-Махари в Эритрее, существенно севернее Аксума.
Надпись Сембритэса выбита на грубо обработанном строительном блоке и гласит следующее: «Царь из царей аксумитов великий Сембритэс пришел посвятил в год 24 Сембритэса, великого царя». Титул «царь из царей (δασιλευς εχ δασιλεων) аксумитов» в такой форме в других греческих надписях аксумитов не встречается. По мнению Юрия Кобищанова, «скорее всего, это неточный перевод титула „царь царей“». Другая особенность надписи — отсутствие имени бога, которому она посвящается, тем не менее форма посвящения однозначно относит надпись к дохристианской эпохе.
В. Хан (W. R. O. Hahn), в исследовании, опубликованном в 1983 году, идентифицирует Сембритэса с Усанасом (начало IV века н. э.). По мнению Стюарта Мунро-Хэя, 24 года правления Сембритэса приходятся на середину III века н. э. и удачно заполняют пробел между последним упоминанием царя `DBH ('Азбеха/Азбы?) и следующими известными аксумскими правителями, DTWNS и ZQRNS. `DBH упомянут в надписи из знаменитого храма в Марибе, называемого арабами «Махрам Билкис» (см. ст. Царица Савская), а последние двое известны по южноаравийской надписи, упоминающей об их участии в военных действиях на юге Аравии между 260 и 270 гг н. э. (южноаравийские даты у Стюарта Мунро-Хэя по Кристиану Робену). Не исключено, что и Сембритэс отличился на противоположном берегу Красного моря. Древес даже выдвинул предположение о южноаравийском происхождении самого Сембритэса, и попытался отождествить его с южноаравийским правителем Шамиром Йухар’ышем, объясняя Сембритэс как греческую транслитерацию имени последнего. Кобищанов называет это предположение «малоправдоподобным».
Древес также предложил Сембритэса в качестве претендента на авторство надписи Monumentum Adulitanum (см. ст. Адулис), которая, судя по её тексту, зафиксированому Космой Индикопловым, была оставлена на 27 году правления царя, от чьего имени она написана, и в которой так же есть упоминание об аксумском вмешательстве в южноаравийские дела. Другим возможным автором надписи Monumentum Adulitanum называют царя Эзану, чье правление также продолжалось достаточно долго, но маловероятно, чтобы принявший христианство Эзана оставил языческую надпись, каковой является надпись Monumentum Adulitanum, на 27-м году своего правления. Впрочем, прямых доказательств авторства Сембритэса для надписи Monumentum Adulitanum на данный момент не существует.